# Монктон (Вермонт)
Монктон (англ. Monkton) — місто (англ. town) в США, в окрузі Еддісон штату Вермонт. Населення — 2079 осіб (2020).

## Демографія
Згідно з переписом 2010 року, у місті мешкало 1980 осіб у 741 домогосподарстві у складі 571 родини. Було 798 помешкань
Расовий склад населення:
| - 97,4 % — білих - 0,6 % — азіатів - 0,5 % — чорних або афроамериканців - 0,1 % — корінних американців |

До двох чи більше рас належало 1,2 %. Частка іспаномовних становила 1,3 % від усіх жителів.
За віковим діапазоном населення розподілялося таким чином: 23,8 % — особи молодші 18 років, 66,7 % — особи у віці 18—64 років, 9,5 % — особи у віці 65 років та старші. Медіана віку мешканця становила 41,3 року. На 100 осіб жіночої статі у місті припадало 97,4 чоловіків;  на 100 жінок у віці від 18 років та старших — 95,8 чоловіків також старших 18 років.
Середній дохід на одне домашнє господарство  становив 96 895 доларів США (медіана — 85 625), а середній дохід на одну сім'ю — 108 368 доларів (медіана — 92 031). Медіана доходів становила 49 886 доларів для чоловіків та 50 093 долари для жінок. За межею бідності перебувало 1,5 % осіб, у тому числі 0,7 % дітей у віці до 18 років та 2,1 % осіб у віці 65 років та старших.
Цивільне працевлаштоване населення становило 1200 осіб. Основні галузі зайнятості: освіта, охорона здоров'я та соціальна допомога — 22,6 %, будівництво — 12,4 %, роздрібна торгівля — 11,9 %, виробництво — 11,5 %.